# Elmo Nüganen

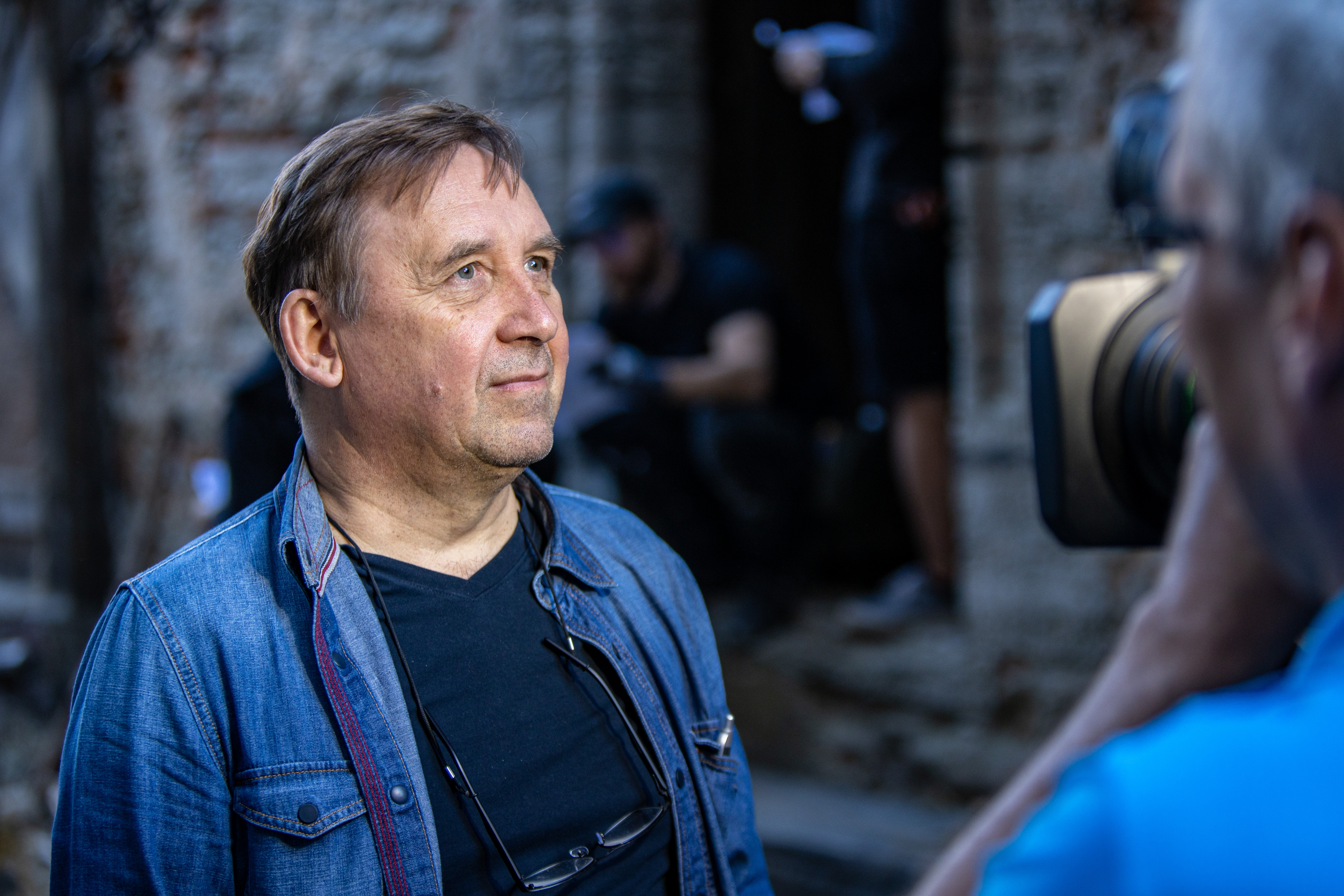
Nüganen 2020

Elmo Nüganen, född 15 februari 1962 i Jõhvi, är en estnisk teaterregissör, filmregissör och skådespelare. Han är konstnärlig ledare vid Tallinns stadsteater sedan 1992. Han var professor vid Estlands musik- och teaterakademi 1998–2002 och 2008–2012. Han har regisserat krigsfilmerna Namnen på marmortavlan från 2002 och 1944 från 2015. 1944 hade bäst publiksiffror för sin första spelvecka i Estlands filmhistoria och blev landets Oscarskandidat.
Nüganen har bland annat tilldelats Estländska teaterpriset för bästa regi 1992, 1995, 2000, 2007 och 2010, och Estlands nationella kulturpris 1996, 1999 och 2009.

## Filmlista
Regi
- Namnen på marmortavlan (Nimed marmortahvlil) (2002)
- Meeletu (2006)
- 1944 (2015)

Roll
- Ainus pühapäev (1990)
- Suflöör (1993)
- Det gråa ljuset i november (Marraskuun harmaa valo) (1993)
- Armastus kolme apelsini vastu (1994)
- Namnen på marmortavlan (Nimed marmortahvlil) (2002)
- Seenelkäik (2012)
- Utrensning (Puhdistus) (2012)
- Deemonid (2012)
- Mandarinodlaren (Mandariinid) (2013)